# José Antela Conde
José Antela Conde (Teis (Pontevedra), 1900 - Vigo, 27 d'agost de 1936) va ser un cambrer i polític socialista de Galícia, alcalde de la població de Pontevedra de Lavadores durant la Segona República, executat víctima de la repressió dels revoltats en la Guerra Civil espanyola.
Quan es va produir el cop d'estat del 18 de juliol de 1936 que va donar lloc a la Guerra Civil, el dia 20 a Vigo, al mateix temps que es llegia el bàndol de guerra en la Porta del Sol, van ser assassinats quinze veïns que van increpar als militars revoltats. A partir d'aquest moment i fins al dia 23, a Vigo i altres localitats properes, incloent Lavadores, es va mantenir certa resistència als colpistes per part de membres de la forces integrants del Front Popular i sindicalistes de la UGT, CNT, així com de la FAI. Fracassada la resistència, molts dirigents obrers, líders polítics i veïns sense cap adscripció van ser detinguts. José Antela, no obstant això, es va presentar voluntari, acompanyat del capellà de Mos i un oficial de l'exèrcit davant un jutge de Vigo quan es va assabentar que era reclamat per la justícia. Va ser jutjat en un consell de guerra el 22 d'agost, condemnat a mort per traïció i a la pena accessòria de multa d'un milió de pessetes.
Va ser executat en el cementiri de Pereiró cinc dies després, al costat de l'alcalde de Vigo, Emilio Martínez Garrido, el president de l'agrupació socialista de Vigo, Apolinar Torres, Ramón González Brunet, Waldo Gil Santóstegui, Manuel Rey Gómez i els diputats i exdiputats socialistes Ignacio Seoane Fernández, Enrique Heraclio Botana Pérez i Antonio Bilbatúa Zubeldía. El seu germà, Luis Antela, també resident a Lavadores, va ser assassinat en una saca.